# Jürgen Spanuth

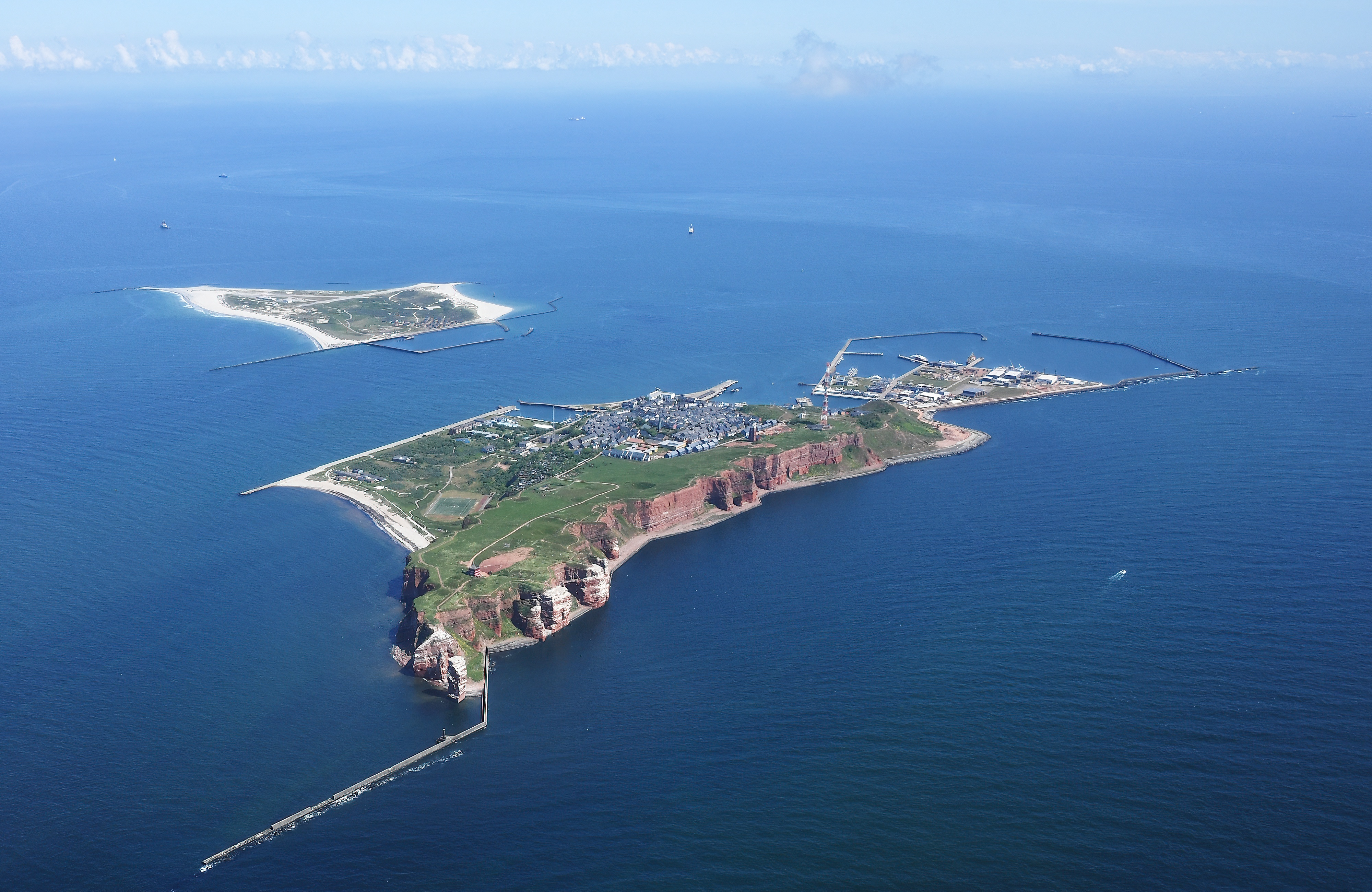
Vista aérea de la isla de Heligoland, el último vestigio de la Atlántida/Thule según Spanuth.

Jürgen Georg Ferdinand Spanuth estudió teología en las Universidades de Tubinga, Berlín y Viena, antes de ser nombrado pastor de la comunidad luterana de Bordelum, pequeña aldea próxima a Schleswig. En este lugar se sintió atraído por las tradiciones y leyendas, aún vivas en labios de marineros, pescadores y campesinos, que hablaban de la existencia de un santuario del culto solar en una isla de Jutlandia, al finalizar la Edad del Bronce.

## Biografía
Es también autor de un estudio denominado "Das Entratselte Atlantis" en el que propone una interpretación científica sobre la existencia real de la mitológica Atlántida.

## Análisis
Es más conocido sin embargo por su teoría acerca de la Atlántida, según la cual los Atlantes serían un pueblo marítimo que habría atacado los países del este del Mediterráneo alrededor de 1200 a. C. y la mítica ciudad de Atlantis estaría en la actual Heligoland. Estas hipótesis ya habían sido enunciadas por otros autores como Adolf Schulten, Otto Jessen, Richard Hennig, Rainer W. Kühne, Oscar Broneer y Rhys Carpenter.

## Obras
en francés
- Jürgen Spanuth, Le secret de l'Atlantide. L'empire englouti de la mer du Nord, 1977
- Jürgen Spanuth et Hans F. K. Günther, La race nordique chez les Indo-Européens d'Asie : Contribution aux études portant sur la patrie originelle et l'origine raciale des Indo-Européens, L'Homme libre (2006)
- Jürgen Spanuth, L'atlantide retrouvée ?, Plon (1954)

en alemán
- Eine Ehrenrettung Platons (= Schriftenreihe der Deutschen Akademie für Bildung und Kultur in München. Heft 39. Deutschen Akademie für Bildung und Kultur, München 1992.
- Die Rückkehr der Herakliden. Das Erbe der Atlanter. Der Norden als Ursprung der griechischen Kultur (= Veröffentlichungen aus Hochschule, Wissenschaft und Forschung, Band 13). Grabert, Tübingen 1989, ISBN 3-87847-097-5.
- Die Phönizier. Ein Nordmeervolk im Libanon. Zeller, Osnabrück 1985, ISBN 3-535-02460-9.
- Die Philister. Das unbekannte Volk. Lehrmeister und Widersacher der Israeliten. Zeller, Osnabrück 1980, ISBN 3-535-02437-4.
- Die Atlanter. Volk aus dem Bernsteinland. Grabert, Tübingen 1976.
- Atlantis. Heimat, Reich und Schicksal der Germanen (= Veröffentlichungen aus Hochschule, Wissenschaft und Forschung, Band 4). Grabert, Tübingen 1965
- ...und doch: Atlantis enträtselt! Eine Entgegnung. Union Deutsche Verlags-Gesellschaft, Stuttgart 1955.
- Das enträtselte Atlantis. Union Deutsche Verlags-Gesellschaft, Stuttgart 1953.
- Nordfrieslands Bekehrung zum Christentum (= Der Heliand, Band 61). Evangelischer Bund, Berlin 1939.
- Stollberg. Ein altes friesisches Zentralheiligtum. In: Jahrbuch des Heimatbundes Nordfriesland. Band 25, 1938, S. 95–154 (Als Separatum: M. L. Weisser, Bredstedt 1982).